# Остання справа комісара Берлаха
«Остання справа комісара Берлаха» (рос. «Последнее дело комиссара Берлаха») — радянський художній фільм 1971 року режисера Василя Левіна за мотивами повісті Фрідріха Дюренматта «Підозра».

## У ролях
- Микола Симонов
- Андрій Попов — Фріц Эменбергер
- Микола Волков-ст.
- Світлана Коркошко
- Микола Гринько
- Іева Мурнієце
- Артурс Дімітерс
- Волдемар Акуратерс
- Олександр Беніамінов
- Улдіс Ваздікс
- Ігор Варпа
- Лідія Пупуре
- Вольдемарс Дудіньш
- Раїса Луньова
- Паул Буткевич

## Творча група
- Сценарій: Андрій Шемшурін
- Режисер: Василь Левін
- Оператор: Вадим Авлошенко
- Композитор: Олександр Зацепін, Олександр Двоскін